# Linea PATCO
La linea PATCO (in inglese: PATCO Speedline), talvolta anche chiamata linea Rossa, è una linea della metropolitana di Filadelfia che collega il centro della città di Filadelfia, nello Stato della Pennsylvania, con la contea di Camden, nello Stato del New Jersey. Nei fine settimana è attiva 24 ore su 24 e nel 2017 ha trasportato 10 839 100 passeggeri.
Nel centro di Filadelfia la linea si sviluppa in sotterranea, attraversa quindi il fiume Delaware sul ponte Benjamin Franklin, ritorna in sotterranea a Camden e poi continua in superficie fino al capolinea di Lindenwold. È stata inaugurata il 15 gennaio 1969 ed è gestita dalla Delaware River Port Authority, mediante la Port Authority Transit Corporation (PATCO).

## Storia
L'attuale linea PATCO utilizza il tracciato di molte linee ferroviarie precedenti, alcune risalenti al XIX secolo. Questi tracciati terminavano tutti a Camden, dove i passeggeri potevano prendere i traghetti per Filadelfia. All'inizio del XX secolo, l'idea di migliorare il collegamento tra Camden e Filadelfia prese piede e nel 1919 lo Stato della Pennsylvania e quello del New Jersey crearono la Commissione per il ponte sul fiume Delaware (Delaware River Bridge Joint Commission) per costruire un ponte tra le due città. Il ponte Delaware River Bridge (oggi chiamato ponte Benjamin Franklin) venne progettato per accogliere il traffico ferroviario oltre a quello automobilistico; quando venne inaugurato, il 1º luglio 1926, erano presenti due strutture esterne, ai lati della strada principale, per i treni e lo spazio per due binari di tram (mai installati) sul ponte principale. La costruzione della linea ferrata non iniziò prima del 1932, e la linea sul ponte venne inaugurata il 7 giugno del 1936. La linea era relativamente corta, aveva solo quattro stazioni: 8th Street e Franklin Square a Filadelfia (la stazione attualmente chiusa) e Municipio e Broadway a Camden (collegandosi alla ferrovia litoranea Pennsylvania-Reading a Broadway).
A Filadelfia, la linea usava un tunnel costruito nel 1931 per essere utilizzato dai treni provenienti dal ponte Ben Franklin e a Broad Street Subway spur designed to serve 8th and Market and the southern part of the city center via Locust Street. Il tunnel, che aveva rimpiazzato una proposta precedente di anello ferroviario cittadino, venne esteso sotto 8th street fino a Locust, successivamente sotto Locust fino alla 16th street, ma visto che non vennero posati i binari sotto 8th street e Market street, i primi treni della Bridge Line attraversarono 8th Street fino a Locust Street il 10 febbraio 1952. Questa sezione appartiene alla città di Filadelfia e data in gestione alla PATCO.
Poco dopo l'inizio dell'entrata in servizio della Bridge Line le comunità vicine a sud del New Jersey iniziarono a richiedere che un'estensione del servizio di trasporto di massa li raggiungesse. Per facilitare la costruzione, lo Stato del New Jersey e della Pennsylvania allargarono il potere dell'Autorità fluviale del fiume Delaware, che possedeva il ponte Ben Franklin e la porzione nel New Jersey della Bridge Line, rinominandola Autorità portuale del Delaware nel 1951. L'agenziia commissionò alle ditte Parsons, Brinckerhoff, Hall e MacDonald lo studio di fattibilità per il trasporto di massa nel South Jersey; il report finale di Parsons e Brinckerhoff raccomandava la costruzione di un nuovo tunnel sotto il fiume Delaware e tre linee in New Jersey. La Linea A verso Moorestown, la Linea B verso Kirkwood (adesso Lindenwold), e la Linea C verso Woodbury Heights. Uno studio successivo della Louis T. Klauder & Associates raccomandava l'utilizzo della Bridge Line per raggiungere Filadelfia e suggeriva inizialmente la costruzione della Linea B, per il potenziale numero di passeggeri.
Gli ultimi treni della Bridge Line e della Broad-Ridge Spur attraversarono il ponte il 23 agosto 1968, quando iniziarono i lavori per convertire il rettilineo del Locust e la metropolitana di Camden in linee ad utilizzo della PATCO Speedline, che avrebbe utilizzato il ponte per accedere a Filadelfia. La nuova Speedline da Camden a Lindenwold aprì il 15 febbraio 1969 lungo i binari della ex linea ferroviaria Pennsylvania-Reading Seashore. La stazione Woodcrest venne aggiunta successivamente, nel 1980, tra le esistenti stazioni ferroviarie di Haddonfield e di Ashland.
Nel 2005, PATCO iniziò ufficialmente a progettare una nuova linea sul percorso inizialmente previsto per la Linea C che avrebbe collegato Gloucester County e terminare a Glassboro nell'area della Rowan University (ex Glassboro State College). Il 12 maggio del 2009, Jon Corzine, il governatore del New Jersey, approvò formalmente una linea ferroviaria leggera a trazione diesel lungo un'esistente linea della Conrail, la scelta venne effettuata grazie al suo costo di costruzione e gestionale basso. La linea ferroviaria leggera proposta prevede che i passeggeri si trasferiscano sulla Speedline al nodo d'interscambio Walter Rand Transportation Center per proseguire verso Filadelfia.

### Riapertura della stazioneFranklin Square PATCO
Il 29 maggio 2009 il presidente dell'Autorità del porto fluviale del Delaware (DRPA), John Estey annunciò che avrebbero rinnovato e modernizzato la stazione della PATCO situata sotto la Franklin Square. La stazione risultava chiusa sin dal 1979, sarà adesso migliorata e resa accessibile ai disabili. Non sono state ancora comunicate date di apertura.

## Treni e vagoni

### Materiale rotabile

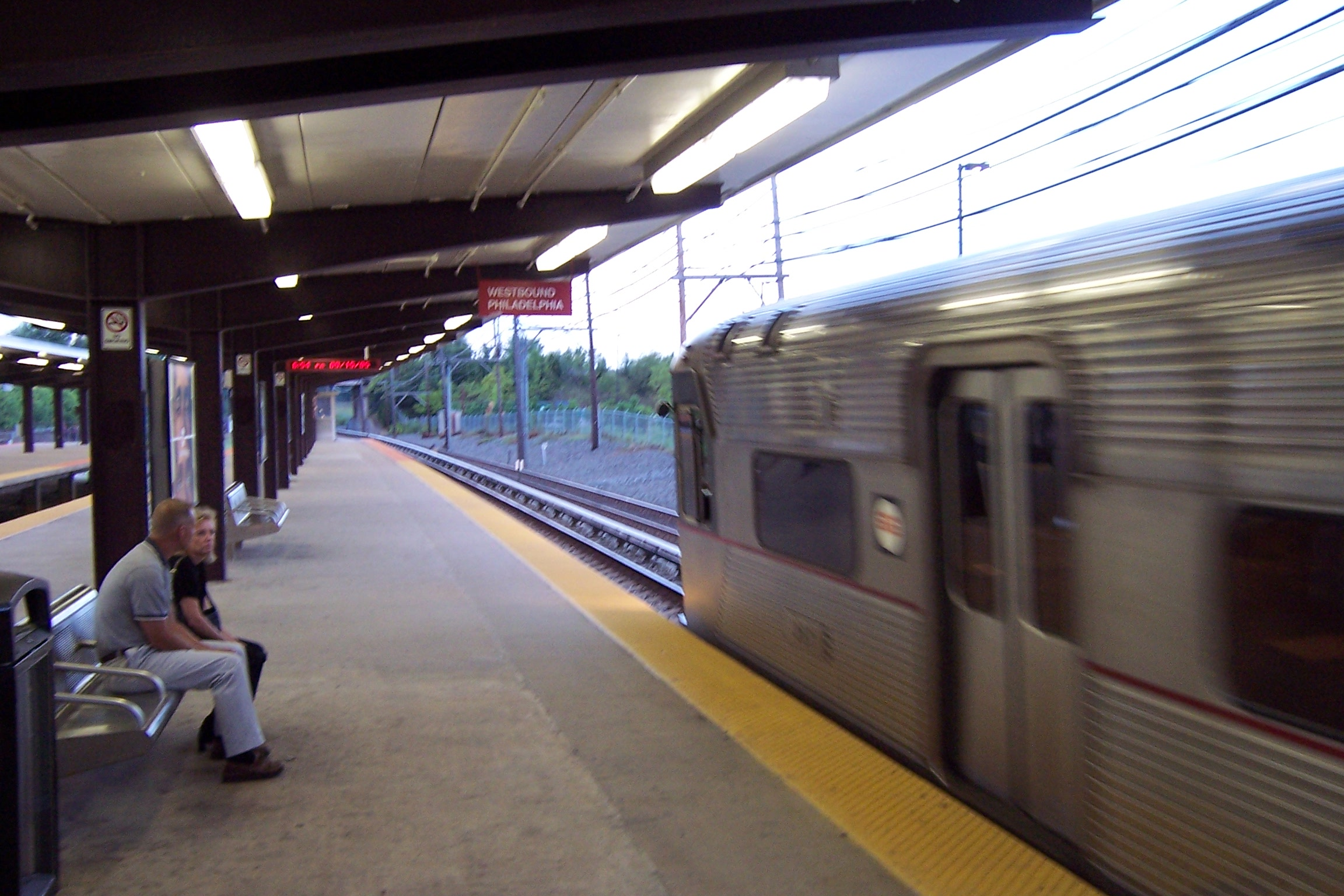
A Philadelphia-bound PATCO train arrives at Woodcrest Station.

PATCO utilizza 121 vagoni da 20,42 metri che vennero acquistati in due ordini separati, marchiati come PATCO I and PATCO II. I primi vagoni PATCO I erano stati progettati e costruiti dalla Budd Company di Filadelfia, nel 1968. I vagoni numerati 101-125 sono unità singole, mentre i vagoni numerati 201-250 sono accoppiati in modo permanente. I vagoni della PATCO II vennero consegnati nel 1980 e sono composti da vagoni accoppiati numerati 251-296. I vagoni PATCO II sono stati costruiti dalla Vickers Canada sotto licenza della Budd Company, ma sono virtualmente indistinguibili dal materiale della PATCO I.
I vagoni singoli differiscono rispetto a quelli accoppiati per la presenza di una porta sottile situata dietro ogni cambina di manovra. Queste vennero installate prima che venisse ultimato il sistema di pagamento dei biglietti e i manovratori avevano così la possibilità di ricevere i pagamenti durante le ore notturne. I vagoni PATCO II differiscono dai vagoni della PATCO I per la presenza di una separazione fissa tra la cabina di pilotaggio e l'area riservata ai passeggeri 's by having a fixed partition behind the operator's booth e per la mancanza di una grata in acciaio inox sotto la linea del pavimento per permettere un accesso facilitato alla componentistica.
I vagoni della PATCO I erano originariamente dotati di accorpatori MU con standard "pin and cup" prodotti dalla Budd Company. A causa di problemi di affidabilità sono stati sostituiti da questi "aggancio" accoppiatori prodotti dalla Ohio Brass. Inoltre, sull'originale sistema elettrico dei vagoni PATCO I vennero riscontrati dei problemi e venne completamente rifatto dopo l'arrivo dei vagoni PATCO II seguendo lo schema dei nuovi vagoni.
I vagoni PATCO utilizzano camshaft resistance type motor controllers common to DC powered rapid transit vehicles up through the 1980s. The unique whine of the motors and gear assemblies can lead many to mistake the cars for using thyristor drive or even a variable-frequency drive, but this is not the case. Bogies are of the Budd designed Pioneer III variety and while lightweight, provide for a very bouncy ride. I vagoni accoppiati condividono un'unica unità motoristica con controllo automatico. Molte caratteristiche dei vagoni PATCO sono successivamente comparse nei vagoni M1/M3 della ferrovia Long Island Rail Road che ha simili settaggi.

### Servizio

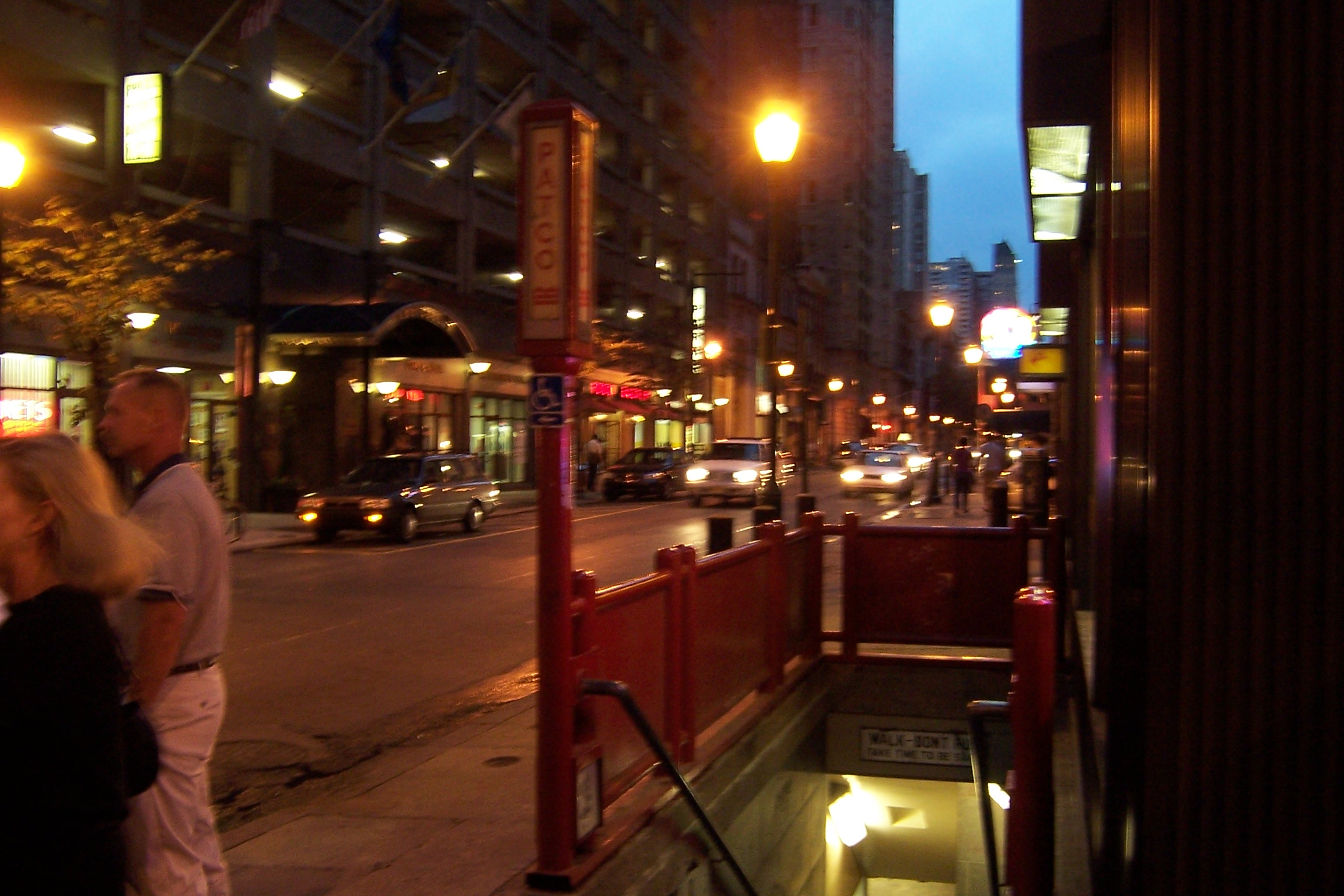
L'uscita della stazione 15-16th & Locust del PATCO a Filadelfia

Il PATCO è stato uno dei primi sistemi di trasporto ad incorporare un sistema di controllo automatico per il servizio regolare. Il sistema automatizzato della PATCO è un sistema analogo che utilizza il pulse code cab signaling fornito dalla Union Switch and Signal. È possibile spingere il treno a 5 differenti velocità preimpostate (30 km/h, 50 km/h, 65 km/h, 105 km/h e 0 km/h) e il sistema automatizzato provvederà a portare il treno a quella velocità più velocemente possibile. L'uso frequente dell'accelerazione e della frenata massima velocizza il percorso, ma è un po' pericoloso per i passeggeri non seduti. Le stazioni a fermata automatica sono controllate da un binario di controllo ma possono essere ignorate dagli operatori pr i treni che non devono effettuare la fermata.
Il sistema soffre di problemi di gestione nelle condizioni di binario scivoloso e gli operatori umani sono tenuti a prendere il controllo durante qualsiasi tipo di precipitazione. A causa delle limitazioni dell'automazione, i piloti devono effettuare un percorso intero ogni giorno sotto controllo manuale per tenersi in esercizio e non sono penalizzati se decidono di utilizzare la guida manuale ogni volta che vogliono. In pratica, la maggior parte degli operatori preferiscono utilizzare il sistema di guida automatico, non solo per il minore sforzo, ma anche perché i viaggi risultano più veloci.
Il sistema è stato progettato per essere pilotato da una sola persona attraverso una piattaforma e con gli operatori seduti sulla sinistra che pilotano con la mano destra e che possono verificare le operazioni di entrata ed uscita dal treno attraverso una finestra. Dove i treni devono essere usati dal lato opposto sono presenti degli specchi per monitorare la situazione. La cabina di pilotaggio non è separata dalla cabina passeggeri, è invece circondata da una divisione bassa. Gli operatori che preferiscono la privacy possono chiudere la tenda durante la guida, ma sono sempre a disposizione per rispondere alle domande dei passeggeri. Quando non viene utilizzata, a lockable cover sits over the console controls. Operators are responsible for making station announcements, opening and closing the doors, sounding the horn, starting the train from station stops and full manual operation of the train (when necessary).
I treni raggiungono una velocità massima di 105 km/h nel tratto in superficie e 65 km/h nel tratto sotterraneo e sul ponte. In passato i treni avevano una velocità massima di 120 km/h in superficie 75 mph on the surface portion, ma questo causava un'eccessiva usura dei motori e venne ridotta a 105 km/h negli anni settanta.
La PATCO utilizza soprattutto reni in configurazione a 2, 4 o 6 vagoni. Vagoni singoli venivano utilizzati a volte durante la notte (adesso con la nuova configurazione Alstom non ci sono più singoli vagoni, ma sempre almeno 2 accoppiati, che assicurano quindi 152 posti a sedere anche in piena notte) mentre configurazioni a 3 e 5 vagoni vengono create solo quando non ci sono abbastanza vagoni a disposizione per il numero di passeggeri. Tutte le stazioni possono accogliere treni fino a 7 o 8 vagoni, ma queste configurazioni non sono state mai utilizzate ad eccezione di brevi test e per l'annuale festa per bambini "Il treno di Babbo Natale". In un tentativo di contenere i costi, la PATCO modifica in continuazione la lunghezza dei treni e si oppone ad utilizzare treni con dimensioni prefissate. La lunghezza dei treni viene scelta in base alla domanda di posti in determinati orari del giorno. Nei periodo di picchi i treni sono composti da 6 vagoni, nei periodi medi da 4 vagoni, nei momenti più liberi sono composti da 2 vagoni.

### Cabine passeggeri

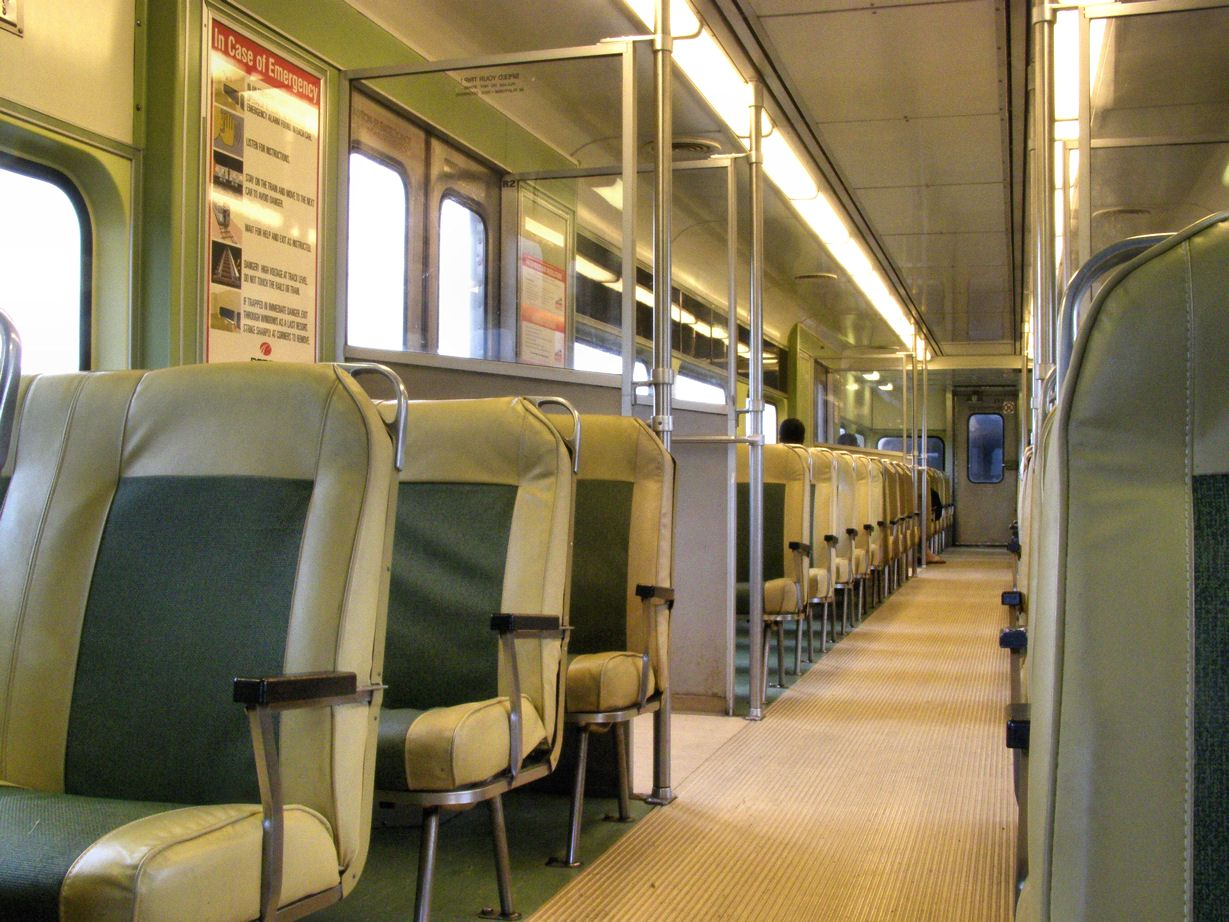
Interno originale di un treno del 1968.

Lo stile interno dei vagoni della PATCO può essere descritto come rétro, non a causa di una scelta stilistica della PATCO, ma semplicemente perché lo stile interno non è mai stato cambiato sin dall'introduzione dei primi vagoni nel 1968. La combinazione di colore è una base di crema con un riempimento verde muschio. I sedili sono posizionati in combinazione 2+2 con la metà dei sedili che viaggia nella direzione di marcia e l'altra metà verso la coda. I sedili sono su tutta la lunghezza dei vagoni con i primi posti posizionati alle spalle della cabina di pilotaggio, che hanno però il beneficio di avere un grande finestrino davanti a loro.
Ogni vagone PATCO ha un paio di porte su ogni lato con un'area di sosta presso le porte per i passeggeri che non si siedono. Sono anche presenti dei reggimani sul retro dei sedili per stare in piedi di fianco ad essi. Alcuni vagoni PATCO sono stati modificati in accordo con l'Associazione Disabili Americani (ADA) per creare lo spazio per passeggeri in sedia a rotelle.
Le porte posizionate alle estremità dei vagoni non sono chiuse a chiave, ma il movimento all'interno dei vagoni è scoraggiato per la velocità di accelerazione e di frenatura.

### Identificazione dei percorsi
Uno dei sei percorsi possibili è visualizzato su un pezzo di vetro fluorescente acceso sui vagoni. Il nome del percorso in essere è illuminato da una luce. Sono anche presenti i nomi dei percorsi alle estremità dei vagoni. I percorsi sono:
- Lindenwold Locale
- Lindenwold Espresso
- Filadelfia Locale
- Filadelfia Espresso
- Woodcrest Locale
- Ferry Avenue Locale

È anche presente un segnale extra con la dicitura (Special) quando il treno non raccoglie passeggeri. Attualmente sono attivi tre servizi, Lindenwold Locale, Filadelfia Locale, e Filadelfia Espresso. L'unico servizio espresso operativo è in direzione ovest da Lindenwold a Filadelfia, che parte sei volte al giorno dalle 7:30 alle 8:45, saltando solo le stazioni di Haddonfield, Westmont, e Collingswood. Attualmente non è attivo alcun servizio espresso in direzione est, e tutti i treni che procedono in direzione est terminano la corsa a Lindenwold.

## Interscambi

### Metropolitana di Filadelfia
La linea PATCO è collegata con la linea Market-Frankford, gestita dalla SEPTA, presso la stazione 8th & Market, che si trova a cinque isolati di distanza dalla stazione Market East della SEPTA, dove si fermano tutti i treni suburbani della SEPTA.
La linea Broad Street interscambia con la PATCO presso Walnut-Locust, tramite un collegamento con le stazioni di 12th-13th & Locust e 15-16th & Locust, e presso la stazione Broad–Ridge Spur, dove è connessa con la stazione della linea PATCO 8th Street & Market.

### New Jersey Transit
Gli autobus della New Jersey Transit hanno fermate presso quasi tutte le stazioni della PATCO nel New Jersey. La linea Atlantic City della si ferma presso la stazione di Lindenwold, e la tranvia linea River si collega alla Broadway Station.

### Amtrak
Diverse stazioni della PATCO Speedline possiedono interscambi con i treni Inter-city dell'Amtrak.

## Lista delle stazioni

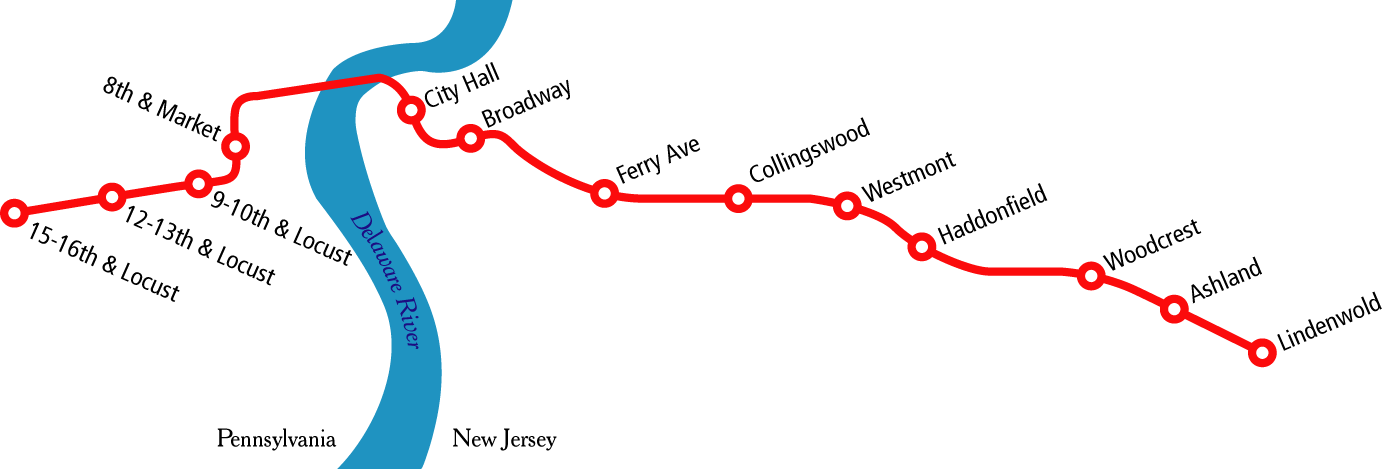
Mappa del sistema PATCO Speedline

| Stato | Città                | Stazione                          | Note | Servizio                                                    |
| ----- | -------------------- | --------------------------------- | --- | ----------------------------------------------------------- |
| PA    | Filadelfia           | 15-16th & Locust                  | | Tutti i treni                                               |
| PA    | Filadelfia           | 12-13th & Locust                  | breve distanza dalla SEPTA Broad Street Line                                                                          | Tutti i treni                                               |
| PA    | Filadelfia           | 9-10th & Locust                   | | Tutti i treni ad eccezione di quelli tra le 00:30 e le 5:00 |
| PA    | Filadelfia           | 8th & Market                      | trasferimento verso la SEPTA Market-Frankford Line e Broad-Ridge Spur                                                 | Tutti i treni                                               |
| PA    | Filadelfia           | Franklin Square                   | chiusa dal 1979. Progetto di riapertura approvato, non si hanno date certe.                                           | Non in funzione                                             |
| NJ    | Camden               | City Hall station                 | | Tutti i treni ad eccezione di quelli tra le 00:30 e le 5:00 |
| NJ    | Camden               | Walter Rand Transportation Center | trasferimento verso la River line del New Jersey Transit                                                              | Tutti i treni                                               |
| NJ    | Camden               | Ferry Avenue                      | | Tutti i treni                                               |
| NJ    | Collingswood         | Collingswood station              | | Solo treni locali                                           |
| NJ    | Haddon Township      | Westmont                          | | Solo treni locali                                           |
| NJ    | Haddonfield          | Haddonfield station               | unica stazione ad est di Camden ad essere sotto il livello del terreno (in una trincea aperta).                       | Solo treni locali                                           |
| NJ    | Cherry Hill Township | Woodcrest                         | area di parcheggio molto vicina all'interscambio interchange con la strada interstatale Interstate 295 del New Jersey | Tutti i treni                                               |
| NJ    | Voorhees             | Ashland station                   | Terminal originario                                                                                                   | Tutti i treni                                               |
| NJ    | Lindenwold           | Lindenwold station                | trasferimento vero la Atlantic City Line della New Jersey Transit                                                     | Tutti i treni                                               |